# Куяльницька сільська рада
Куя́льницька сільська́ ра́да — орган місцевого самоврядування Куяльницької сільської громади Подільського району Одеської області.

## Населення
Згідно з переписом УРСР 1989 року чисельність наявного населення сільської ради становила 2899 осіб, з яких 1343 чоловіки та 1556 жінок.
За переписом населення України 2001 року в сільській раді мешкала 3161 особа.

### Мова
Розподіл населення за рідною мовою за даними перепису 2001 року:
| Мова       | Відсоток |
| ---------- | -------- |
| українська | 56,02 %  |
| російська  | 22,92 %  |
| молдовська | 20,93 %  |
| білоруська | 0,06 %   |
| болгарська | 0,06 %   |

## Склад ради
Рада складається з 20 депутатів та голови.
- Голова ради:
- Секретар ради: Шимбарьова Наталія Григорівна

### Керівний склад попередніх скликань
| Прізвище, ім'я, по батькові | Основні відомості                                            | Дата обрання | Дата звільнення |
| --------------------------- | ------------------------------------------------------------ | ------------ | --------------- |
| Горбатюк Людмила Іванівна   | Сільський голова, 1955 року народження, член Партії регіонів | 26.03.2006   | 31.10.2010      |

Примітка: таблиця складена за даними сайту Верховної Ради України

### Депутати
За результатами місцевих виборів 2010 року депутатами ради стали:

#### За суб'єктами висування
| Суб'єкт висування                                       | Кількість обраних депутатів | %  |
| ------------------------------------------------------- | --------------------------- | -- |
| Партія регіонів                                         | 18                          | 90 |
| Політична партія Всеукраїнське об'єднання «Батьківщина» | 1                           | 5  |
| Самовисування                                           | 1                           | 5  |

#### За округами
| № округу                                                | Прізвище, ім'я, по батькові    | Дата визнання обраним | Освіта  | Партійна приналежність                        | Відомості про обраного депутата                                       |
| ------------------------------------------------------- | ------------------------------ | --------------------- | ------- | --------------------------------------------- | --------------------------------------------------------------------- |
| Партія регіонів                                         |                                |                       |         |                                               |                                                                       |
| 1                                                       | Шерпа Валентина Василівна      | 02.11.2010            | вища    | член Партії регіонів                          | Куяльницька сільська рада, землевпорядник                             |
| 2                                                       | Шимбарьова Наталія Григоріївна | 02.11.2010            | вища    | член Партії регіонів                          | Куяльницька сільська рада, секретар                                   |
| 3                                                       | Дойкова Валентина Василівна    | 02.11.2010            | вища    | позапартійна                                  | Куяльницька загальноосвітня школа І-ІІІ ст., вчитель                  |
| 4                                                       | Волошин Григорій Васильович    | 02.11.2010            | середня | позапартійний                                 | Куяльницька загальноосвітня школа І-ІІІ ст., водій                    |
| 6                                                       | Грабован Василь Іванович       | 02.11.2010            | середня | член Партії регіонів                          | сільськогосподарське ТОВ «Куяльник», завідувач молочно-товарної ферми |
| 7                                                       | Лисенко Валентина Сергіївна    | 02.11.2010            | вища    | позапартійна                                  | тимчасово не працює                                                   |
| 8                                                       | Пономаренко Ольга Олексіївна   | 02.11.2010            | вища    | позапартійна                                  | Соболівська загальноосвітня школа-сад І-ІІ ст., вчитель               |
| 9                                                       | Кравченко Тетяна Йосифівна     | 02.11.2010            | вища    | позапартійна                                  | відділ держкомзему у Котовському районі, головний спеціаліст          |
| 11                                                      | Кругловский Борис Евтихійович  | 02.11.2010            | вища    | член Партії регіонів                          | пенсіонер                                                             |
| 12                                                      | Талмазан Валентина Іванівна    | 02.11.2010            | середня | член Партії регіонів                          | магазин, с. Куяльник, продавець                                       |
| 13                                                      | Дашкова Раїса Анатоліївна      | 02.11.2010            | середня | член Партії регіонів                          | клуб, с. Малий Куяльник, завідувачка                                  |
| 14                                                      | Татаріна Марія Іванівна        | 02.11.2010            | середня | член Партії регіонів                          | сільськогосподарське ТОВ «Куяльник», завідувачка складом              |
| 15                                                      | Полібза Іван Миколайович       | 02.11.2010            | середня | позапартійний                                 | будівельно-монтажне експлуатаційне управління № 2, екскаваторник      |
| 16                                                      | Панчев Федір Васильович        | 02.11.2010            | вища    | позапартійний                                 | сільськогосподарське ТОВ «Куяльник», ветеринарний лікар               |
| 17                                                      | Шитра Олена Пилипівна          | 02.11.2010            | вища    | позапартійна                                  | відділення поштового зв'язку с. Олександрівка, завідувачка            |
| 18                                                      | Суботін Сергій Семенович       | 02.11.2010            | вища    | позапартійний                                 | фельдшерський пункт с. Олександрівка, завідувач                       |
| 19                                                      | Скуртул Гаврило Іванович       | 02.11.2010            | середня | позапартійний                                 | приватний підприємець «Скуртул Г. І.»                                 |
| 20                                                      | Дога Алла Іванівна             | 02.11.2010            | вища    | позапартійна                                  | Олександрівська загальноосвітня школа І-ст., директор                 |
| Політична партія Всеукраїнське об'єднання «Батьківщина» |                                |                       |         |                                               |                                                                       |
| 10                                                      | Кіртока Лариса Олександрівна   | 02.11.2010            | середня | член Всеукраїнського об'єднання «Батьківщина» | Котовська міська лікарня, молодша медсестра                           |
| Самовисування                                           |                                |                       |         |                                               |                                                                       |
| 5                                                       | Мороз Марина Олександрівна     | 02.11.2010            | вища    | член Партії регіонів                          | Куяльницька сільська рада, головний бухгалтер                         |